# Clima Ciprului
Cipru are o climă subtropicală umedă, de tip mediteraneean.
Temperatura medie în Nicosia variază între +10°C și +39°C, iar cea medie anuală este de 20,6°C. Cantitatea anuală de precipitații oscilează între 300 și 400 mm.
Clima este caracterizată de veri arzătoare și uscate, dar și un sezon răcoros și ploios care începe la jumătatea lunii noiembrie și durează până în luna martie.